# Piero Scotti
Piero Scotti, italijanski dirkač Formule 1, * 11. november 1909, Firence, Italija, † 14. februar 1976, Italija.
Piero Scotti je pokojni italijanski dirkač Formule 1. V svoji karieri je nastopil le na dirki za Veliko nagrado Belgije v sezoni 1956, ko pa je z dirkalnikom Connaught B Type odstopil v desetem krogu zaradi odpovedi motorja. Umrl je leta 1976.

## Popoln pregled rezultatov
(legenda) (odebeljene dirke pomenijo najboljši štartni položaj, poševne pa najhitrejši krog, †-uvrščen kljub odstopu)
| Leto | Moštvo       | Šasija           | Motor           | 1   | 2   | 3   | 4       | 5   | 6  | 7   | 8   | Prv | Toč |
| ---- | ------------ | ---------------- | --------------- | --- | --- | --- | ------- | --- | -- | --- | --- | --- | --- |
| 1956 | Piero Scotti | Connaught B Type | Alta Straight-4 | ARG | MON | 500 | BEL Ret | FRA | VB | NEM | ITA | -   | 0   |